# Прокопьевка (Прилузский район)
Прокопьевка — село в Прилузском районе республики Коми, административный центр сельского поселения Прокопьевка.

## География
Находится в верховьях реки Летка на расстоянии примерно 117 километров на юг от центра района села Объячево.

## История
Известно с 1710 года, когда здесь было отмечено 7 дворов и 55 душ мужского пола, в 1764 году 189 жителей. В 1873 году учтено дворов 51 и жителей 266, в 1905 — 73 и 389, в 1926 — 65 и 313. В начале XX века село делилось на Прокопьевку 1-ю (Косныревы) и Прокопьевку 2-ю (Потаповы).

## Население
Постоянное население составляло 279 человек (коми 93 %) в 2002 году, 194 — в 2010.